# Семеду, Алфа
Алфа Семеду Эштевеш (порт. Alfa Semedo Esteves; род. 30 августа 1997, Бисау) — гвинейский футболист, опорный полузащитник саудовского клуба «Аль-Таи». Имеет второе португальское гражданство.

## Карьера
Семеду начинал заниматься футболом у себя на родине, учился в футбольной академии «Фиджуш ди Бидериш» в Бисау. В 2014 году им интересовались лиссабонские клубы «Бенфика» и «Спортинг», а также неназванный английский клуб. Семеду в итоге присоединился к «Бенфике». В феврале 2015 года он подписал с клубом пятилетний контракт. В сезоне 2015/16 Алфа играл за молодёжную команду в Юношеской лиге УЕФА и за дублирующий состав. В сезоне 2016/17 он выступал в аренде за клуб «Вилафранкенсе» в третьем дивизионе Португалии, где провёл 29 матчей и забил 4 гола.
Летом 2017 года Семеду перешёл в клуб «Морейренсе», за который в сезоне 2017/18 отыграл 28 матчей и забил 2 гола в Примейре. Летом 2018 года «Бенфика» вернула своего воспитанника, заплатив за него 2,5 млн евро. В первой половине сезона 2018/19 Семеду провёл за «Бенфику» 16 матчей во всех турнирах, отличился забитым голом в матче Лиги чемпионов с греческим клубом АЕК. Полузащитник заявил о желании пробиться в сборную Португалии, а не представлять Гвинею-Бисау.
31 января 2019 года Семеду был отдан в аренду до конца сезона 2018/19 испанскому «Эспаньолу». 17 февраля он дебютировал в испанской Примере, выйдя на замену в матче с «Валенсией».
8 июля 2019 года Семеду перешёл в клуб английского Чемпионшипа «Ноттингем Форест» на правах аренды до конца сезона 2019/20.